# Durrës strand
Durrës strand (på albanska Plazhi i Durrësit) är den största och mest besökta stranden i Albanien. Durrës strands sträcka är 10,5 km lång. Längs stranden finns många hotell med utsikt över havet. Durrës strand är en populär destination bland den inhemska befolkningen och resenärer från Kosovo och Makedonien. Hit kommer årsvis ungefär 600 000 personer för att sola och bada.

### Fotnoter
1. ↑  ”Durrës - HappyTellus”. Arkiverad från originalet den 25 januari 2013. https://archive.is/20130125061951/http://www.happytellus.com/durres/albania. Läst 25 januari 2013.
2. ↑  Durrës travel - Albania, Europe – Lonely Planet.
3. ↑  The Complete Travel Guide for Durrës (Albania). sid. 27.
4. ↑  ”Durrës” (på engelska). Albanian Canadian League Information Service. Arkiverad från originalet den 20 oktober 2010. https://web.archive.org/web/20101020201741/http://albca.com/albania/durres.html.
5. ↑  ”Durrës - Infoalb”. Arkiverad från originalet den 31 juli 2019. https://web.archive.org/web/20190731131145/http://www.infoalb.net/02conavstivit/con_drac.html. Läst 24 augusti 2017.